# Tillandsia bagua-grandensis
Tillandsia bagua-grandensis är en gräsväxtart som beskrevs av Werner Rauh. Tillandsia bagua-grandensis ingår i släktet Tillandsia och familjen Bromeliaceae. Inga underarter finns listade i Catalogue of Life.